# ازمیر
اِزمیر (به ترکی استانبولی: İzmir)یکی از شهرهای ترکیه است. ازمیر سومین شهر پرجمعیت ترکیه و دارای موقعیتی ممتاز به عنوان شهری تجاری، صنعتی و بندری است. بر اساس آخرین برآورد سال ۲۰۱۹ میلادی، شهر ازمیر دارای ۲٬۹۶۵٬۹۰۰ نفر جمعیت است و جمعیت استان ازمیر ۴٬۳۶۷٬۲۵۱ نفر می‌باشد. ازمیر در منتهی‌الیه غربی آناتولی واقع شده و مرکز استانی به نام ازمیر نیز هست. این شهر در ساحل دریای اژه قرار دارد و دومین مجموعه شهری بزرگ در حوزه دریای اژه پس از آتن است.
مزیت تجاری این شهر این است که در کنار خلیج ازمیر واقع شده و دارای بندرهایی در این منطقه است. یکی از زیباترین مناظر این شهر سواحل دریای اژه از ازمیر است. این شهر را نگین دریای اژه نیز می‌نامند. ازمیر یکی از مهم‌ترین شهرهای توریستی ترکیه محسوب می‌شود که سالانه میزبان گردشگران زیادی از سراسر جهان است.
ازمیر از شهرهای باستانی یونانیان بوده و بیش از ۳۰۰۰ سال سابقه شهری ثبت شده دارد. و ۸۵۰۰ سال سابقه، به عنوان سکونتگاه انسانی از دوره نوسنگی دارد. در دوران باستان کلاسیک یونان، این شهر با نام اسمیرنا شناخته می‌شد.
نام این شهر تا سال ۱۹۳۰ در زبان انگلیسی و دیگر زبان‌ها همان اسمیرنا بود تا این‌که از آن سال، دولت ترکیه کوشید تلفظ ترکی این نام یعنی ازمیر را جهانی کند و رفته‌رفته در این امر موفق شد.
ازمیر در بیشتر تاریخ خود یکی از شهرهای تجاری اصلی دریای مدیترانه بوده است. سراسر جنوب ازمیر دارای سواحل ماسه‌ای و آثار تاریخی متعدد از دوره‌های پیشین همانند شهر تاریخی افس است. ازمیر همه‌ساله میزبان تعداد زیادی نمایشگاه و همایش‌های گوناگون صنعتی، تجاری و علمی است. دانشگاه‌های معتبری در این شهر وجود دارد که بارزترین آن‌ها دانشگاه اژه و دانشگاه دوکوز ایلول هستند. ازمیر یکی از جاذبه‌های گردشگری ترکیه نیز به‌شمار می‌آید. این شهر میزبان بازی‌های مدیترانه‌ای در سال ۱۹۷۱ و بازی‌های دانشگاهی جهانی (یونیورسیاد) در سال ۲۰۰۵ بود.
با نگاهی به نقشه ترکیه و کشورهای اطراف متوجه می‌شویم که ترکیه به دلیل قرار گرفتن در قاره آسیا و اروپا در بین مسافران آسیایی و اروپایی بسیار محبوب است. اما اگر علاقه‌مند به سفر یا مطالعه در مورد آن هستید، می‌دانید که اکثر مردم با شنیدن کلمه ترکیه به آنکارا و استانبول فکر می‌کنند، آنها نمی‌دانند چند ایالت در ترکیه وجود دارد و فقط فکر می‌کنند که این ۲ شهر ترکیه دارای بیشترین جاذبه‌های گردشگری هستند. یکی از استان‌هایی که کمتر از استانبول و آنکارا محبوبیت دارد، استان ازمیر است.
این استان زیبا هر ساله میزبان نمایشگاه‌های مختلف صنعتی، تجاری و علمی است و دو دانشگاه Ege و Dokuz Eylül از بهترین دانشگاه‌های ترکیه در آن قرار دارند.

## تاریخ

### دوره باستانی
عصر مفرغ: ۶۵۰۰ تا ۱۰۵۰ پیش از میلاد مسیح: محل شهر قدیمی ازمیر در منطقهٔ کنونی بورنووا واقع شده است و در حفاری‌های باستان‌شناسی که اخیراً انجام شده است تاریخ سکونت در این شهر به ۶۵۰۰ سال پیش از میلاد می‌رسد که به دوران پیش از تمدن ترووا می‌رسد (جنگ ترووا حداکثر ۱۵۰۰ سال پیش از میلاد مسیح بین دو تمدن یونانی‌تبار اسپارت و ترووا روی داد و منجر به نابودی تمدن ترووا شد).
عصر آهن: ۱۸۰۰ تا ۱۲۰۰ قبل از میلاد: در این دوره با حضور تمدن هیتی‌ها در این منطقه و تا زمان تمدن ترووا یعنی تا ۱۲۰۰ سال پیش از میلاد خط و کتابت در این منطقه وجود داشته است که با هجوم اقوام بالکانی به این منطقه و منسوخ شدن خط در این دوره سراسر آناتولی مرکزی و غربی مجدداً در ورطهٔ تاریکی فرو می‌رود؛ و این تاریکی تا زمان روی کار آمدن شاهان محلی Frigya در ۷۳۰ پیش از میلاد ادامه داشته است. عصر آهن تا سال‌های ۶۵۰ پیش از میلاد ادامه داشته است.
عصر طلایی: ۶۵۰ تا ۵۴۵ قبل از میلاد: نزدیک به یک قرن دوران طلایی ازمیر قدیم بوده است. در این دوران تحت رهبری میلوتوس مناطق مصر، سوریه و لبنان تحت سیطرهٔ آنان درآمد. در مناطق سواحل دریای سیاه و دریای مرمره کلونی‌های انسانی تأسیس و با پیشرفت روزافزون این تمدن به رقابت با تمدن یونان شرقی پرداخته و در بسیاری موارد از آن پیشی می‌گیرد. بعدها با فتح ازمیر در اواسط قرن ۶ قبل از میلاد این شهر رونق خود را از دست می‌دهد.
عصر زوال: ۵۰۰ تا ۳۰۰ قبل از میلاد: با ترک شدن معبد آتن این شهر به مدت ۲۰۰ سال در خاموشی و انزوا به سر برد. چنین به نظر می‌رسد که این منطقه و سراسر منطقه آناتولی و شهرهای Iyon'i هیچ پیشرفتی نداشته و در مدت ۴۰۰ سال ازمیر شاهد اضمحلال خود بوده است. در حدود ۳۰۰ سال پیش از میلاد شاهد تولد ازمیر جدید در دامنه‌های کادیفه قلعه هستیم.
امپراتوری روم: ۳۳۳ پیش از میلاد تا ۳۹۵ بعد از میلاد: بعد از سقوط پاسارگاد توسط اسکندر مقدونی در سال ۳۳۳ قبل از میلاد تمدن یونانی و سرزمینهای شرقی وارد یک دوره رفاه گردید. شهرها شروع به بزرگ شدن نمودند. شهرهای İskenderiye, Rodos, Bergama, Efes هر کدام دارای جمعیتی بالغ بر ۱٬۰۰۰٬۰۰۰ نفر شدند.
امپراتوری بیزانس: پس از پایان دوران امپراتوری روم عصر بیزانس آغاز می‌شود. در اوایل این دوره عرب‌ها، سلجوق‌ها و سایر ملل برای ازمیر جنگ‌هایی با یکدیگر داشتند که نهایتاً در سال ۶۷۲ میلادی اعراب در دوره‌ خلافت معاویه موفق به فتح ازمیر به قصد ایجاد پایگاهی برای حمله به استانبول گردیدند.
با وجود اینکه برخی از مردم این شهر از کشورهای مختلف هستند، اما بیشتر مردم این شهر ترک هستند. مردم ازمیر متشکل از یهودیان، لوانتینی‌ها، ونیزی‌ها و مسیحیان فرانسوی هستند. با وجود اینکه برخی از مردم به زبان انگلیسی صحبت می‌کنند، اما زبان رسمی این شهر ترکی است. این شهر دارای تاریخ جنگی است و در سال ۱۹۱۹ توسط نیروهای یونانی اشغال شد اما در سپتامبر ۱۹۲۲ توسط نیروهای آتاتورک بازپس گرفته شد.

### دوران عثمانی
این شهر سال‌ها زیر سلطهٔ یونانیان و بلغارهای ارتودوکس بوده که در نهایت ترکان عثمانی برای چندمین بار آن را تصرف می‌کنند. تا پیش از تشکیل جمهوری ترکیه، بیشینهٔ باشندگان این شهر یونانی بودند اما پس از کشتار ازمیر و مهاجرت اجباری یونانیان، ترک‌ها در اکثریت مطلق قرار گرفتند.

## نقاط دیدنی ازمیر
- میدان ساعت ازمیر: مربوط به دورهٔ عثمانی است و در قلب شهر ازمیر و در منطقهٔ کوناک قرار داشته و هر روزه مورد بازدید هزاران گردشگر قرار می‌گیرد.
- آسانسور تاریخی ازمیر: در منطقهٔ کوناک قرار دارد.
- کادیفه قلعه: با نام قدیمی پاگوس یادگاری از آمازون‌ها و قرن چهارم پیش از میلاد بوده و در دوره‌های امپراتوری یونان، رم، بیزانس و عثمانی دستخوش تغییراتی گردیده است و با ۱۸۶ متر ارتفاع، قرن‌هاست که نگهبان دائمی شهر ازمیر و دریای اژه می‌باشد. این قلعه در زمان اسکندر مقدونی توسط یکی از ژنرال‌های او بنام لیسماکوس دوباره‌سازی گردید که آثار آن تا به امروز باقی‌ست.
- میدان کوناک، افسوس، قلعه کادیفکاله، آلسانجاک و …. برخی از بهترین مکان‌های ازمیر برای بازدید هستند.

## فرودگاه شهر ازمیر
فرودگاه ازمیر ترکیه که با نام فرودگاه عدنان مندرس شناخته می‌شود، یکی از بهترین فرودگاه‌های ترکیه است و شهر ازمیر اهمیت ویژه‌ای در حمل و نقل ترکیه دارد. این فرودگاه برای کسانی که به این شهر سفر کرده‌اند کاملاً شناخته شده است.
این فرودگاه در سال ۱۹۸۷ افتتاح شد و از آنجایی که فرودگاه ازمیر چهارمین فرودگاه شلوغ ترکیه است، ترافیک زیادی دارد و روزانه پروازهای مختلفی از فرودگاه عدنان ازمیر انجام می‌شود.
موقعیت فرودگاه ازمیر در ۱۸ کیلومتری جنوب شهر ازمیر است. محل این فرودگاه Geziemir نام دارد. در مسیر رسیدن به فرودگاه از شهرهای تاریخی مانند سلچوک، افسوس و پاموکاله عبور خواهید کرد. راه‌های دسترسی مختلفی برای رسیدن به این فرودگاه وجود دارد و تقریباً در هر نقطه از شهر به راحتی می‌توانید به فرودگاه برسید.

## آب و هوا

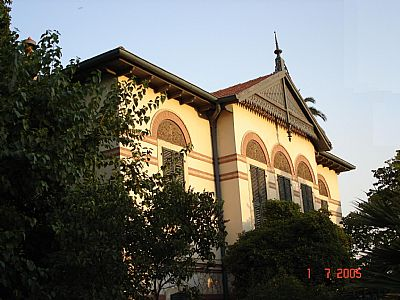
تصویر خانه‌ای در ازمیر کشور ترکیه

ازمیر دارای آب و هوای مدیترانه‌ای است که مشخصه آن، تابستان‌های طولانی، گرم و خشک و زمستان‌های معتدل تا خنک و بارانی است. کل بارندگی در ازمیر به‌طور متوسط ۶۹۲ میلی‌متر در سال است که ۷۷ درصد آن در ماه‌های نوامبر تا مارس رخ می‌دهد. بقیه بارندگی‌ها مربوط به ماه‌های آوریل، مه، سپتامبر و اکتبر است. در ژوئن، ژوئیه و اوت بارندگی بسیار کم است. حداکثر دما در ماه‌های زمستان معمولاً بین ۱۰ تا ۱۶ درجه سانتی‌گراد است. به ندرت برف هم می‌تواند از دسامبر تا فوریه در ازمیر ببارد. بارش برف در این شهر معمولاً فقط چند ساعت طول می‌کشد. در ماه‌های ژوئن تا سپتامبر دما می‌تواند تا ۴۰ درجه سانتی‌گراد افزایش یابد.
باد اتزی دریای اژه از بادهای معمول در خلیج ازمیر و شهر ازمیر است.
| داده‌های اقلیم İzmir (1991–2020, extremes 1938–2020) | داده‌های اقلیم İzmir (1991–2020, extremes 1938–2020) | داده‌های اقلیم İzmir (1991–2020, extremes 1938–2020) | داده‌های اقلیم İzmir (1991–2020, extremes 1938–2020) | داده‌های اقلیم İzmir (1991–2020, extremes 1938–2020) | داده‌های اقلیم İzmir (1991–2020, extremes 1938–2020) | داده‌های اقلیم İzmir (1991–2020, extremes 1938–2020) | داده‌های اقلیم İzmir (1991–2020, extremes 1938–2020) | داده‌های اقلیم İzmir (1991–2020, extremes 1938–2020) | داده‌های اقلیم İzmir (1991–2020, extremes 1938–2020) | داده‌های اقلیم İzmir (1991–2020, extremes 1938–2020) | داده‌های اقلیم İzmir (1991–2020, extremes 1938–2020) | داده‌های اقلیم İzmir (1991–2020, extremes 1938–2020) | داده‌های اقلیم İzmir (1991–2020, extremes 1938–2020) |
| ماه                                                 | ژانویه                                              | فوریه                                               | مارس                                                | آوریل                                               | مه                                                  | ژوئن                                                | ژوئیه                                               | اوت                                                 | سپتامبر                                             | اکتبر                                               | نوامبر                                              | دسامبر                                              | سال                                                 |
| --------------------------------------------------- | --------------------------------------------------- | --------------------------------------------------- | --------------------------------------------------- | --------------------------------------------------- | --------------------------------------------------- | --------------------------------------------------- | --------------------------------------------------- | --------------------------------------------------- | --------------------------------------------------- | --------------------------------------------------- | --------------------------------------------------- | --------------------------------------------------- | --------------------------------------------------- |
| سابقهٔ بیش‌ترین °C (°F)                               | ۲۲٫۴ (۷۲)                                           | ۲۷٫۰ (۸۱)                                           | ۳۰٫۵ (۸۷)                                           | ۳۲٫۵ (۹۱)                                           | ۳۷٫۶ (۱۰۰)                                          | ۴۱٫۳ (۱۰۶)                                          | ۴۲٫۶ (۱۰۹)                                          | ۴۳٫۰ (۱۰۹)                                          | ۴۰٫۱ (۱۰۴)                                          | ۳۶٫۰ (۹۷)                                           | ۳۰٫۳ (۸۷)                                           | ۲۵٫۲ (۷۷)                                           | ۴۳٫۰ (۱۰۹)                                          |
| میانگین بیش‌ترین °C (°F)                             | ۱۲٫۷ (۵۵)                                           | ۱۴٫۰ (۵۷)                                           | ۱۷٫۲ (۶۳)                                           | ۲۱٫۳ (۷۰)                                           | ۲۶٫۵ (۸۰)                                           | ۳۱٫۳ (۸۸)                                           | ۳۳٫۸ (۹۳)                                           | ۳۳٫۶ (۹۲)                                           | ۲۹٫۵ (۸۵)                                           | ۲۴٫۶ (۷۶)                                           | ۱۸٫۸ (۶۶)                                           | ۱۴٫۰ (۵۷)                                           | ۲۳٫۱ (۷۴)                                           |
| میانگین روزانه °C (°F)                              | ۹٫۰ (۴۸)                                            | ۹٫۹ (۵۰)                                            | ۱۲٫۴ (۵۴)                                           | ۱۶٫۲ (۶۱)                                           | ۲۱٫۱ (۷۰)                                           | ۲۶٫۰ (۷۹)                                           | ۲۸٫۶ (۸۳)                                           | ۲۸٫۵ (۸۳)                                           | ۲۴٫۲ (۷۶)                                           | ۱۹٫۵ (۶۷)                                           | ۱۴٫۴ (۵۸)                                           | ۱۰٫۵ (۵۱)                                           | ۱۸٫۴ (۶۵)                                           |
| میانگین کم‌ترین °C (°F)                              | ۶٫۰ (۴۳)                                            | ۶٫۶ (۴۴)                                            | ۸٫۶ (۴۷)                                            | ۱۱٫۸ (۵۳)                                           | ۱۶٫۲ (۶۱)                                           | ۲۰٫۹ (۷۰)                                           | ۲۳٫۵ (۷۴)                                           | ۲۳٫۷ (۷۵)                                           | ۱۹٫۵ (۶۷)                                           | ۱۵٫۴ (۶۰)                                           | ۱۰٫۹ (۵۲)                                           | ۷٫۷ (۴۶)                                            | ۱۴٫۲ (۵۸)                                           |
| سابقهٔ کم‌ترین °C (°F)                                | −۸٫۲ (۱۷)                                           | −۵٫۲ (۲۳)                                           | −۳٫۸ (۲۵)                                           | ۰٫۶ (۳۳)                                            | ۴٫۳ (۴۰)                                            | ۹٫۵ (۴۹)                                            | ۱۵٫۴ (۶۰)                                           | ۱۱٫۵ (۵۳)                                           | ۱۰٫۰ (۵۰)                                           | ۳٫۶ (۳۸)                                            | −۲٫۹ (۲۷)                                           | −۴٫۷ (۲۴)                                           | −۸٫۲ (۱۷)                                           |
| بارندگی میلی‌متر (اینچ)                              | ۱۲۷٫۵ (۵٫۰۲)                                        | ۱۰۷٫۲ (۴٫۲۲)                                        | ۷۷٫۸ (۳٫۰۶)                                         | ۵۰٫۱ (۱٫۹۷)                                         | ۳۲٫۹ (۱٫۳)                                          | ۱۴٫۴ (۰٫۵۷)                                         | ۳٫۰ (۰٫۱۲)                                          | ۶٫۷ (۰٫۲۶)                                          | ۲۳٫۵ (۰٫۹۳)                                         | ۵۶٫۵ (۲٫۲۲)                                         | ۹۹٫۶ (۳٫۹۲)                                         | ۱۳۱٫۳ (۵٫۱۷)                                        | ۷۳۰٫۵ (۲۸٫۷۶)                                       |
| میانگین روزهای بارندگی                              | ۱۱٫۵۷                                               | ۱۲٫۰۰                                               | ۱۰٫۲۳                                               | ۹٫۰۰                                                | ۷٫۱۰                                                | ۳٫۶۷                                                | ۰٫۶۷                                                | ۰٫۸۳                                                | ۳٫۰۷                                                | ۶٫۶۷                                                | ۹٫۰۷                                                | ۱۳٫۳۰                                               | ۸۷٫۲                                                |
| درصد رطوبت                                          | ۷۶                                                  | ۷۳                                                  | ۶۹                                                  | ۶۶                                                  | ۶۳                                                  | ۵۵                                                  | ۵۲                                                  | ۵۲                                                  | ۵۸                                                  | ۶۷                                                  | ۷۵                                                  | ۷۶                                                  | ۶۵                                                  |
| میانگین روزانه ساعت‌های تابش آفتاب                   | ۱۳۹٫۵                                               | ۱۴۶٫۹                                               | ۲۰۴٫۶                                               | ۲۳۷٫۰                                               | ۳۰۰٫۷                                               | ۳۴۵٫۰                                               | ۳۸۱٫۳                                               | ۳۵۹٫۶                                               | ۲۹۱٫۰                                               | ۲۳۵٫۶                                               | ۱۷۴٫۰                                               | ۱۳۰٫۲                                               | ۲٬۹۴۵٫۴                                             |
| میانگین روزانه ساعت‌های تابش آفتاب                   | ۴٫۵                                                 | ۵٫۲                                                 | ۶٫۶                                                 | ۷٫۹                                                 | ۹٫۷                                                 | ۱۱٫۵                                                | ۱۲٫۳                                                | ۱۱٫۶                                                | ۹٫۷                                                 | ۷٫۶                                                 | ۵٫۸                                                 | ۴٫۲                                                 | ۸٫۰                                                 |
| منبع شماره ۱: Turkish State Meteorological Service  |                                                     |                                                     |                                                     |                                                     |                                                     |                                                     |                                                     |                                                     |                                                     |                                                     |                                                     |                                                     |                                                     |
| منبع شماره ۲: Karabağlar Municipality (humidity)    |                                                     |                                                     |                                                     |                                                     |                                                     |                                                     |                                                     |                                                     |                                                     |                                                     |                                                     |                                                     |                                                     |

## نگارخانه

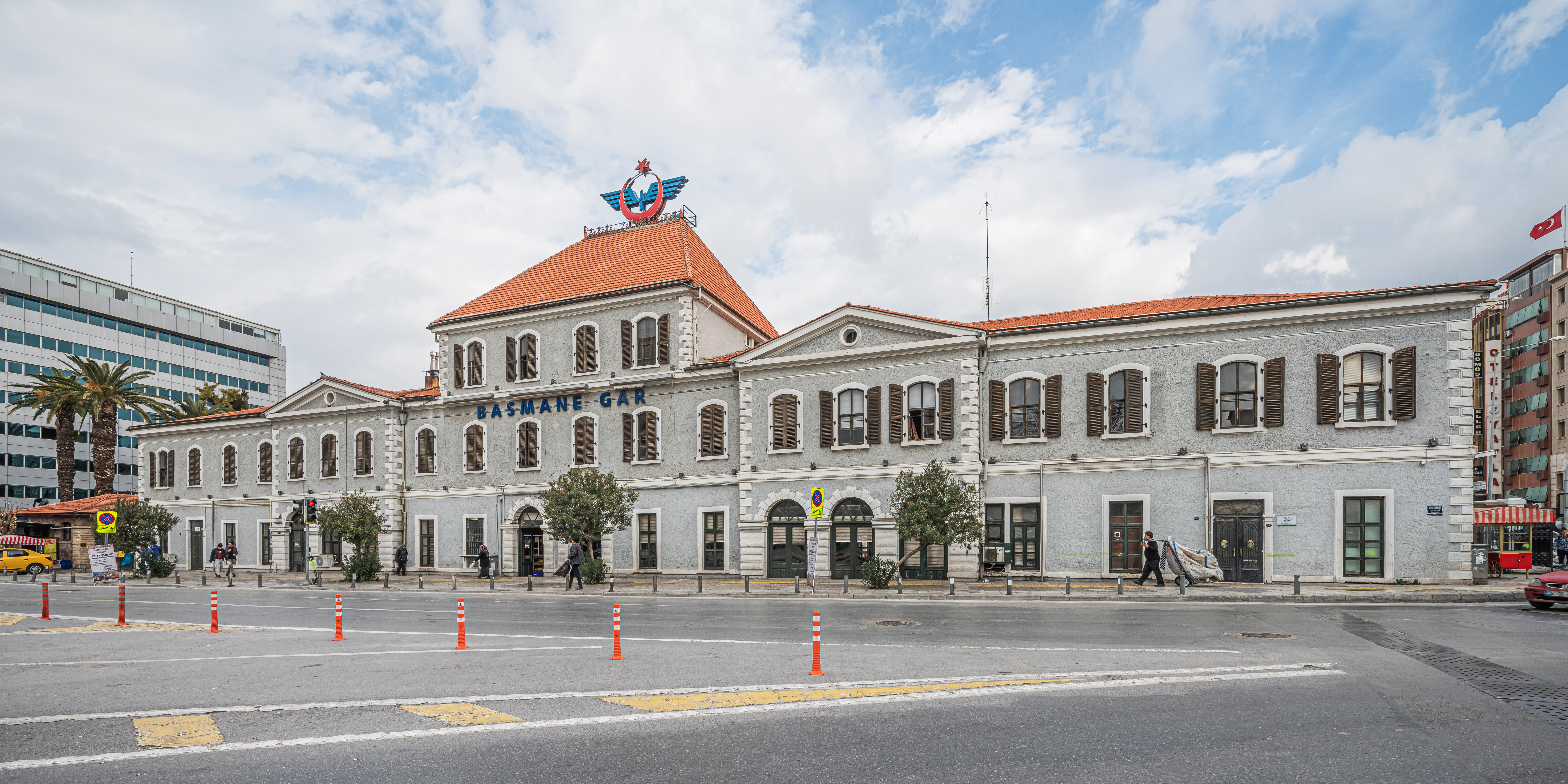
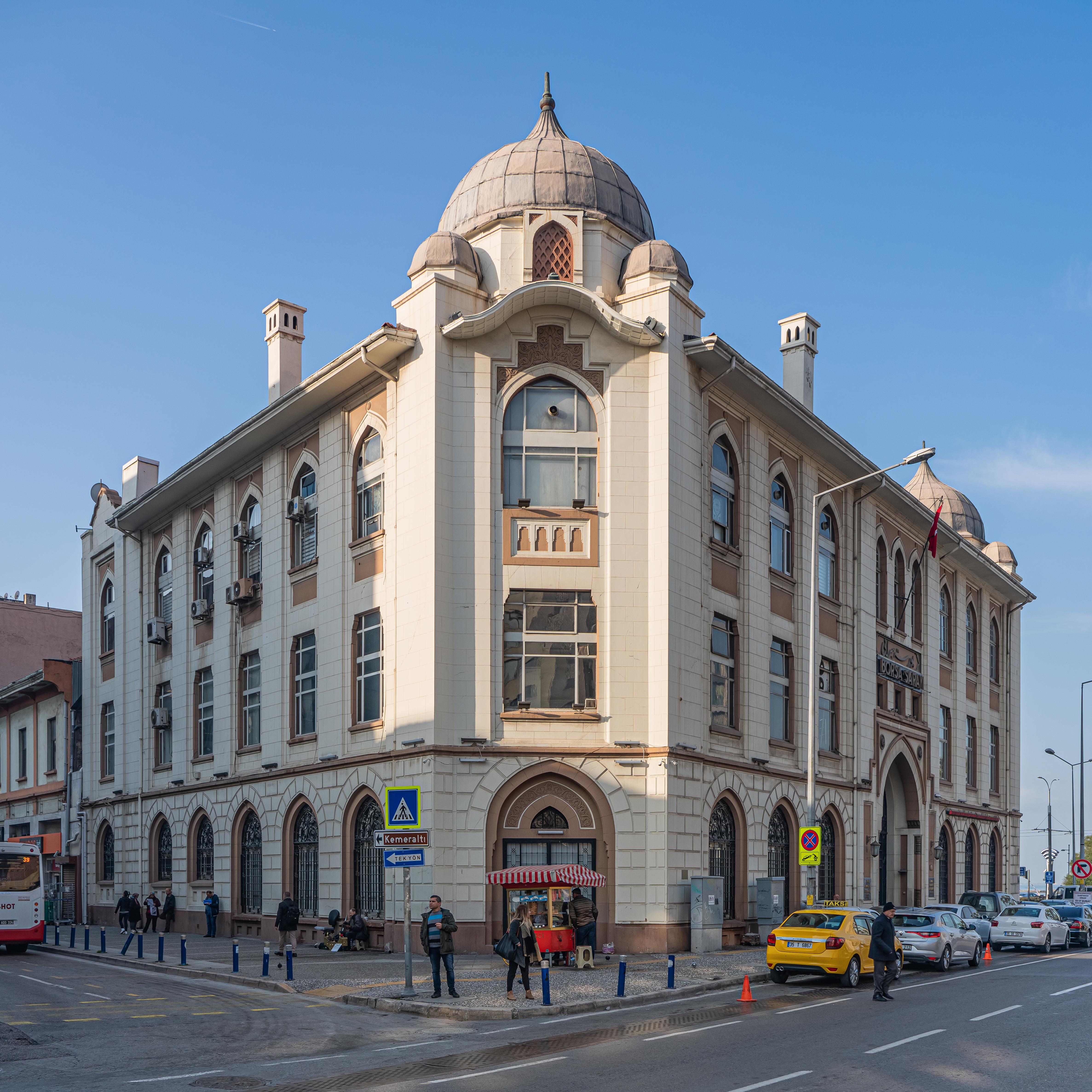
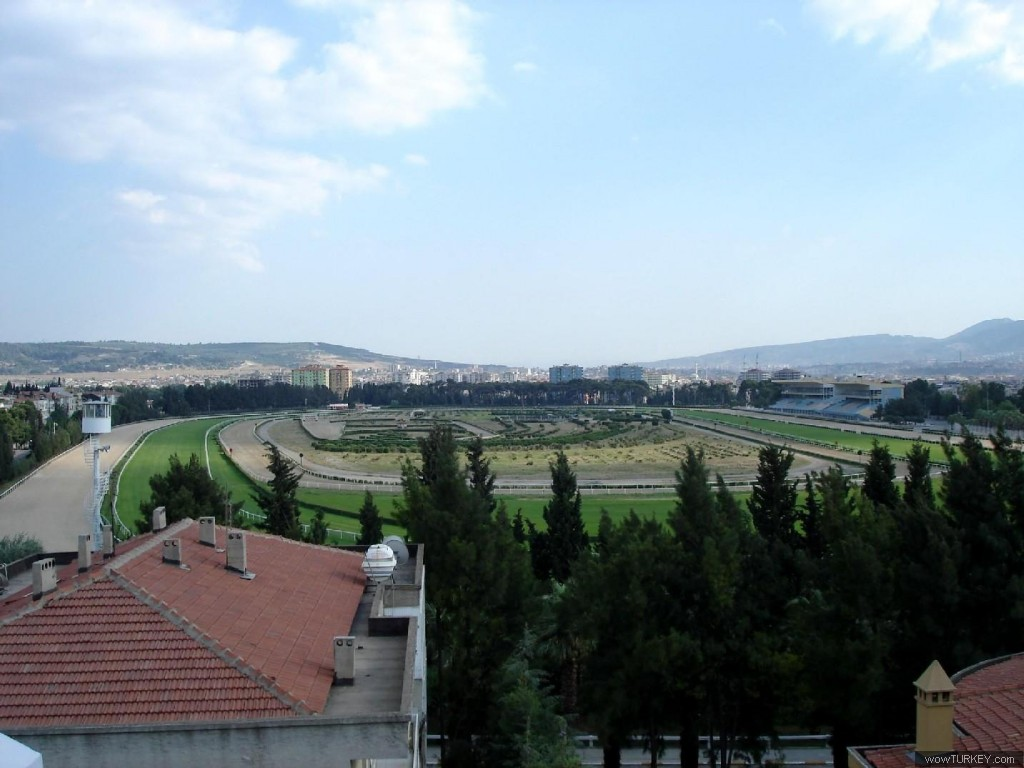
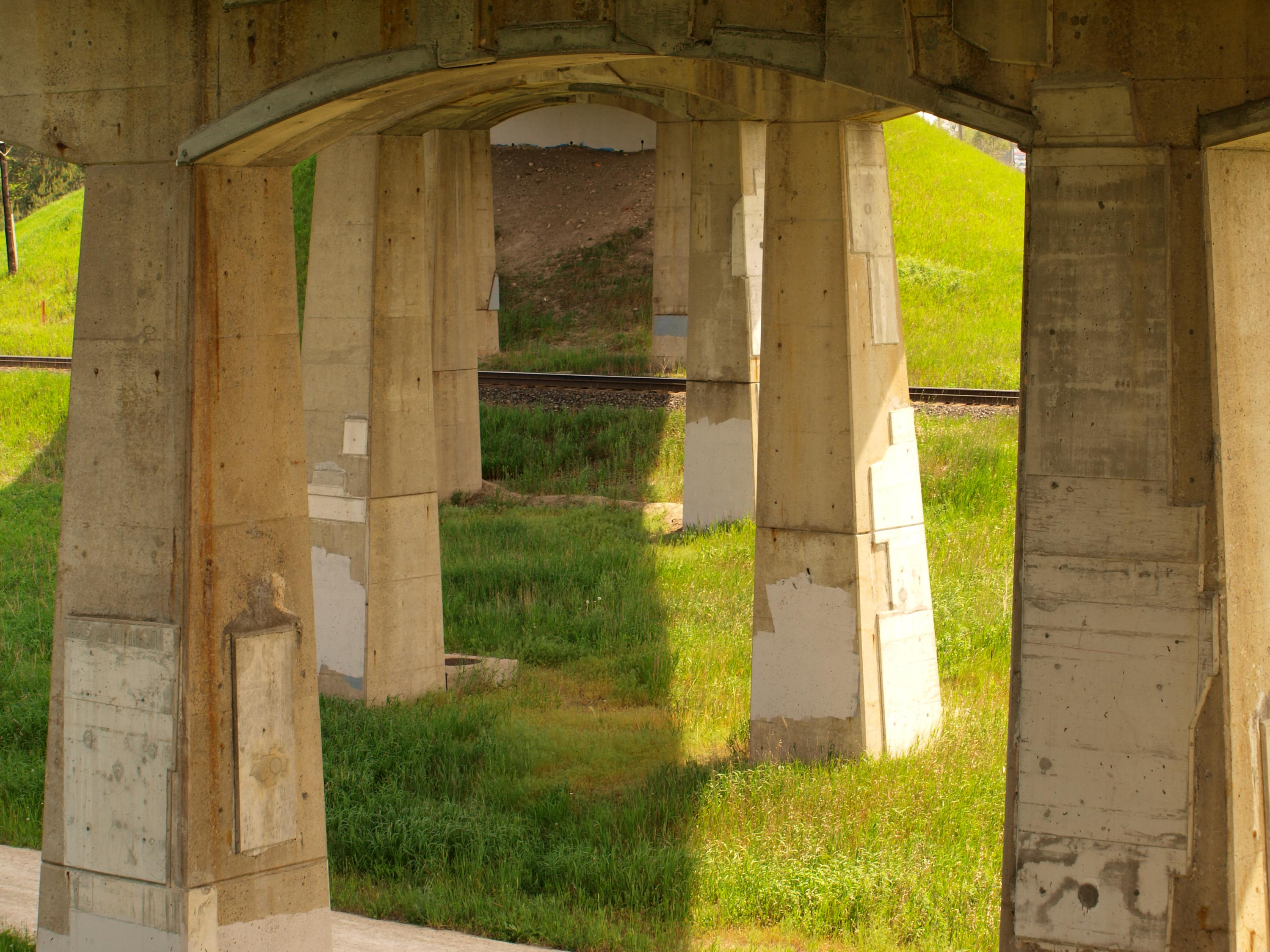
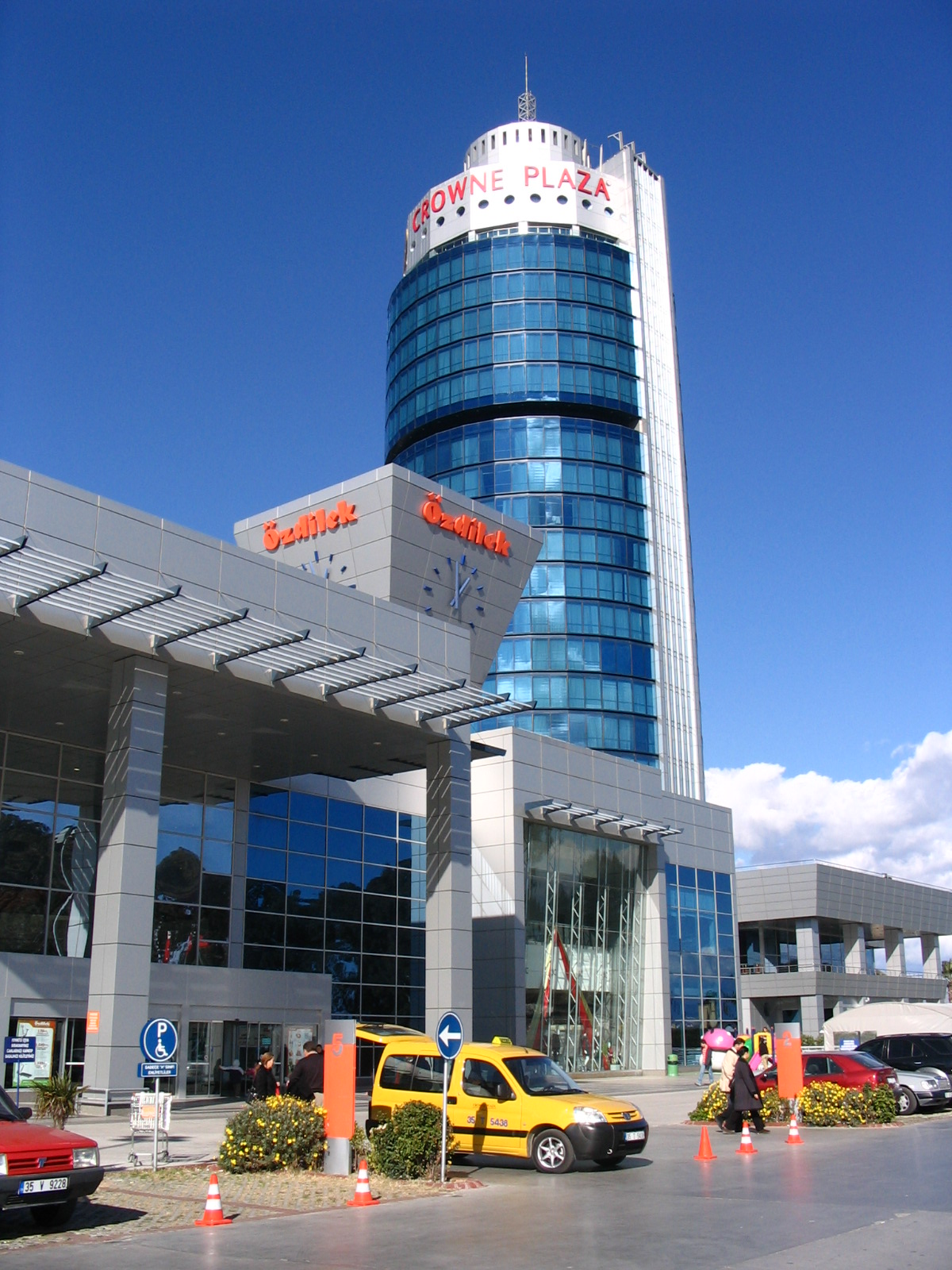
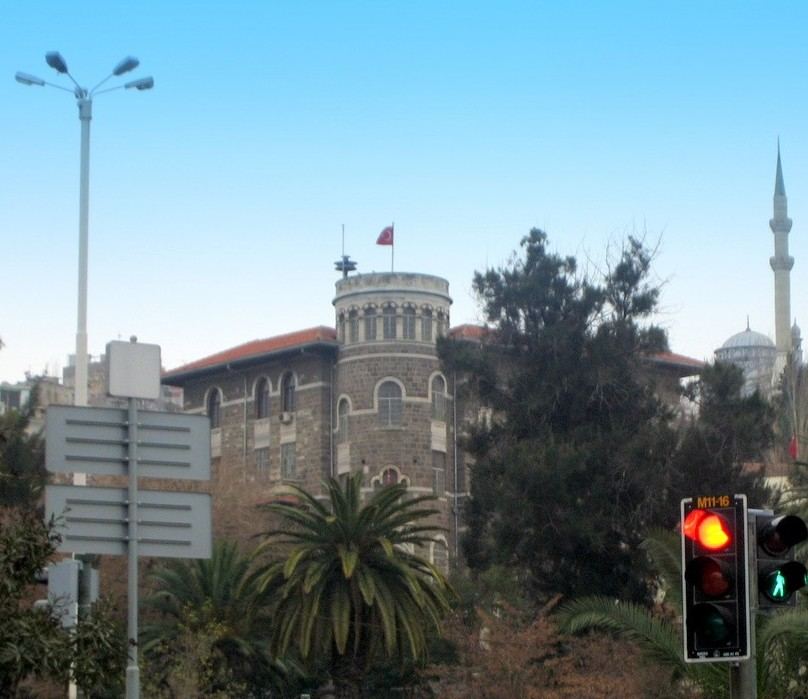
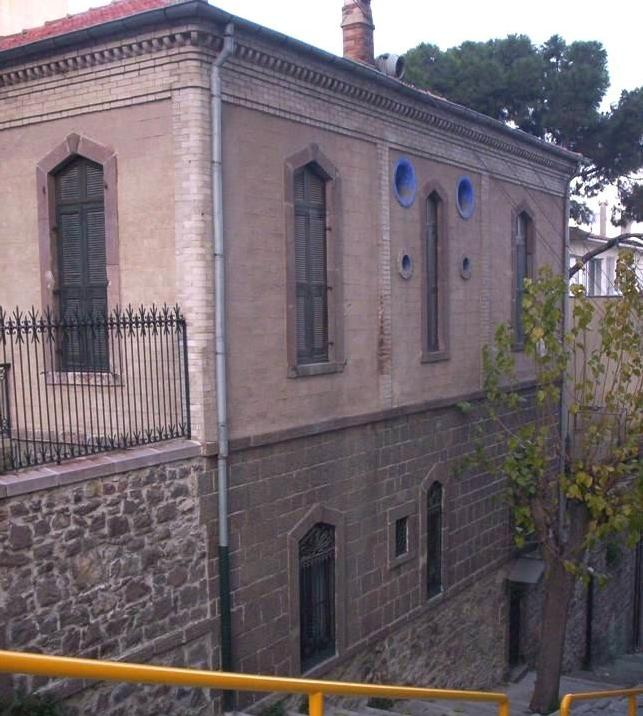
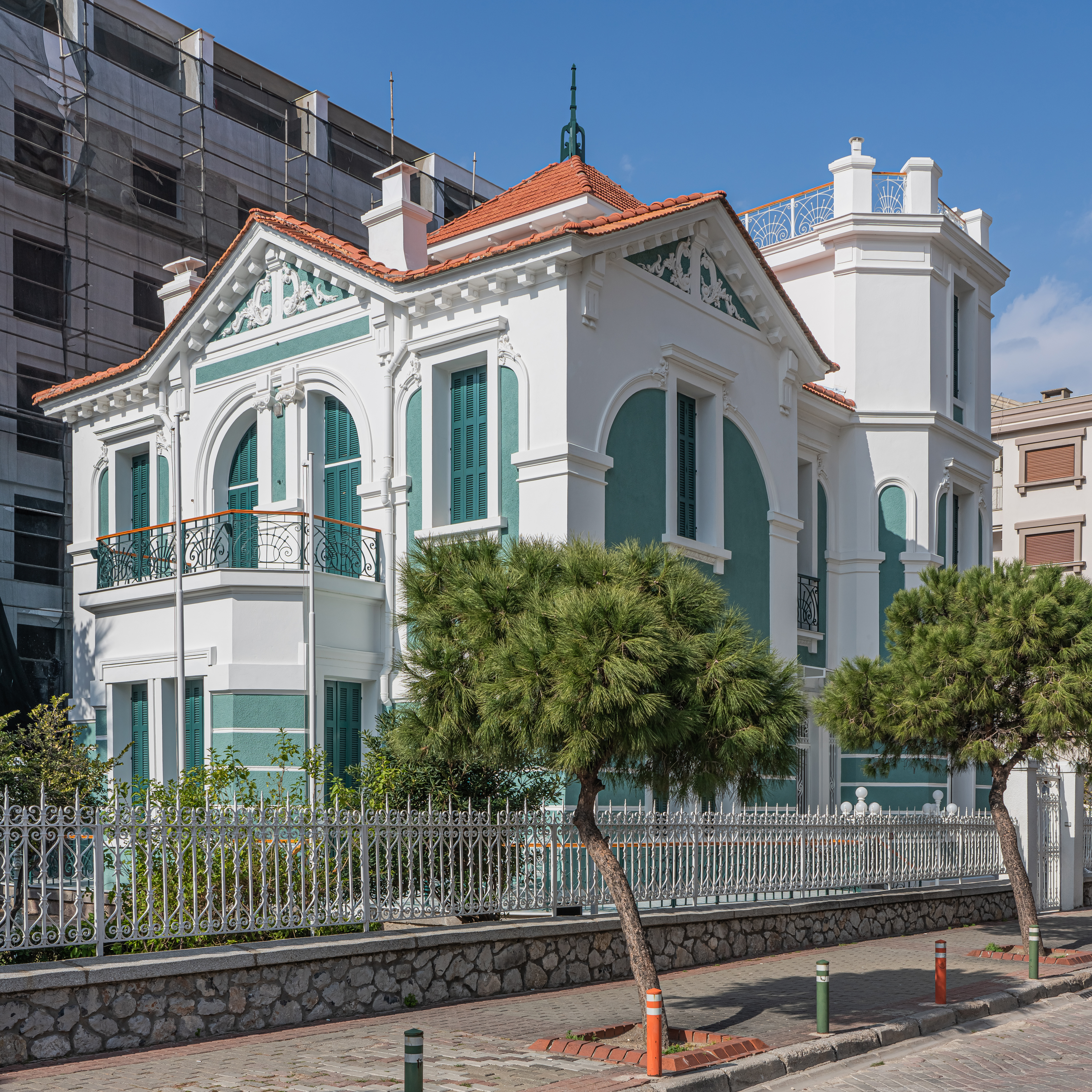
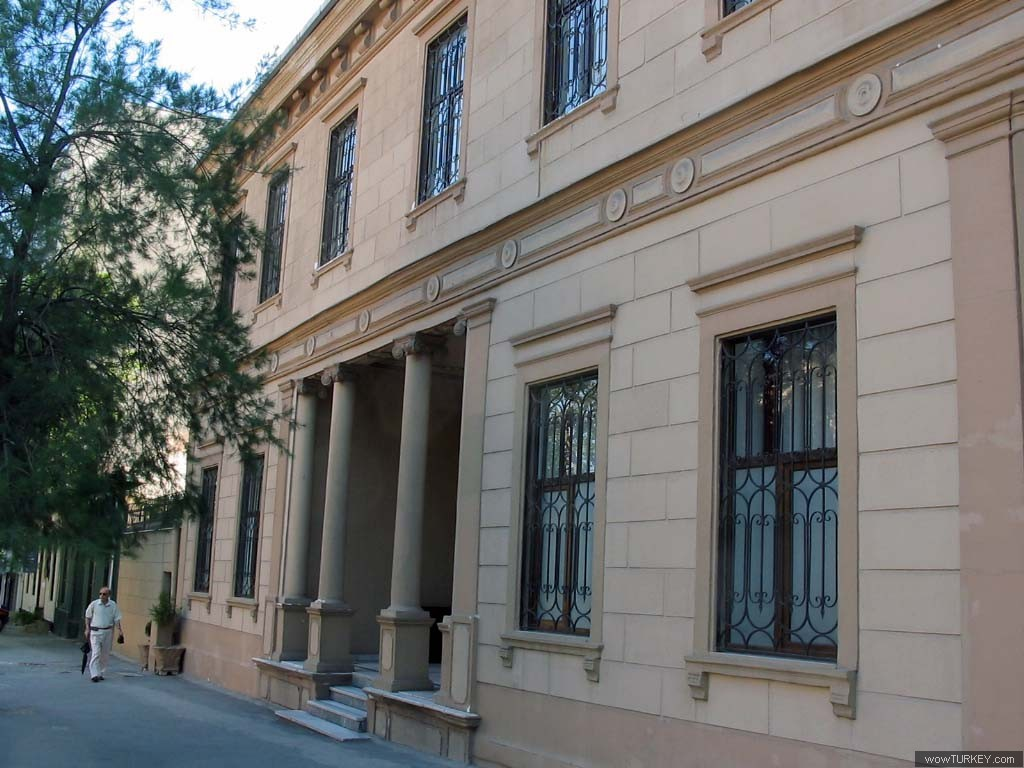